# Wolfenstein 3D
| computerspil | Spire Denne computerspilsrelaterede artikel er en spire som bør udbygges. Du er velkommen til at hjælpe Wikipedia ved at udvide den. |

 Denne artikel bør gennemlæses af en person med fagkendskab for at sikre den faglige korrekthed.

Wolfenstein 3D er et computerskydespil. I spillet er man en krigsfange under anden verdenskrig. Spillet var det første til at gøre førstepersons skydespil populære. Spillet blev lavet af id Software og offentliggjort den 5. maj 1992 til DOS. Titlen og scenariet var inspireret af spillene Castle Wolfenstein og Beyond Castle Wolfenstein. Begge disse var dog platformspil.
Man kunne for første gang se en del af sig "selv" i et computerspil i form af våbnet der ragede frem på skærmen. Dette optræder nu i mange skydespil.
I spillet indgår både hagekors-symboler og Nazi partisangen og spillet blev som følge heraf forbudt i Tyskland i 1994.[kilde mangler]

## Forskellige Indgreb
Netop på grund af at spillet var så kontroversielt – pga. hagekorset, malerier af Hitler i spillet, nazister osv. – blev der gjort en del indreb for at ændre på spillets indhold:
Super Nintendo America var bange for at spillet skulle virke for voldeligt, så i deres Super Nintendo udgave af spillet kom der sved ud af fjenderne når de blev skudt i stedet for blod. Ydermere blev vagthundene i spillet udskiftet med gigantiske mutant-rotter i stedet. Medarbejdere på ID Software udtalte senere hen, at de syntes det var sjovt at der var "okay" at skyde nazisterne, som trods alt er mennesker, men ikke hunde. Desuden blev der inkluderet to nye våben i denne udgave. Super Nintendo udgaven var ikke lige så succesfuld som PC-versionen